# Bertya polystigma
Bertya polystigma är en törelväxtart som beskrevs av G.R. Grüning. Bertya polystigma ingår i släktet Bertya och familjen törelväxter. Inga underarter finns listade i Catalogue of Life.